# Agrostis hirta
Agrostis hirta é uma espécie de gramínea do gênero Agrostis, pertencente à família Poaceae.